# Move (Third Day)
Move è il decimo album in studio del gruppo christian rock statunitense Third Day, pubblicato nel 2010.

## Tracce
1. Lift Up Your Face (featuring The Blind Boys of Alabama) – 4:27
2. Make Your Move – 3:45
3. Children of God (featuring New Hope Academy Children's Choir) – 4:30
4. Surrender – 4:32
5. Trust in Jesus – 4:09
6. Follow Me There – 3:31
7. Gone (featuring Bear Rinehart) – 3:29
8. What Have You Got to Lose – 3:25
9. I'll Be Your Miracle – 4:22
10. Everywhere You Go – 4:03
11. Sound of Your Voice (featuring Kerrie Roberts) – 3:55
12. Don't Give Up Hope – 4:06

Edizione Deluxe - Tracce aggiuntive
1. Come on Down (Bonus Track) – 3:31
2. Lift Up Your Face (Moak Mix) – 4:24
3. Lift Up Your Face (Music Video) – 4:25
4. Lift Up Your Face: Behind-the-Scenes (Video) – 4:33
5. Making of Move (Video) – 5:19